# Аббревиатор

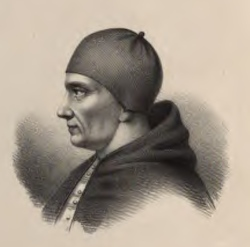
Папа римский Пий II

Аббревиаторы (лат. abbreviator, от лат. abbreviare; лат. ab — от и лат. brevis — короткий; букв. — сократители) — нотарии или секретари при папском дворе, на обязанности которых лежит создание аббревиатур, изготовление сокращенных изложений писем, булл, консисторских протоколов, отправка бумаг в датарии и их последующей расшифровке.
Впервые об аббревиаторах упоминается в одной булле папы римского Бенедикта XII, в первой половине XIV века. Изначально число их определено было в 72; из них 12 прелаты, 22 из низшего духовенства, и остальные могли быть мирянами; со временем это число существенно уменьшилось. Так же аббревиаторами называются и чиновники, исполняющие то же самое дело в отношении деяний общих церковных соборов.
Энеа Сильвио Бартоломео Пикколомини, впоследствии папа Пий II, был «Abbreviator Major» базельского собора 1431 года.
В 1466 году папа Павел II отменил эту должность, потому что она приводила к большим злоупотреблениям, но позднее была восстановлена.
Также существует одноимённая компьютерная программа, которая выполняет функции схожие с задачами, которые возложены на аббревиаторов.